# Candasnos
Candasnos là một đô thị trong tỉnh Huesca, Aragon, Tây Ban Nha. Theo điều tra dân số 2004 (INE), đô thị này có dân số là 470 người.

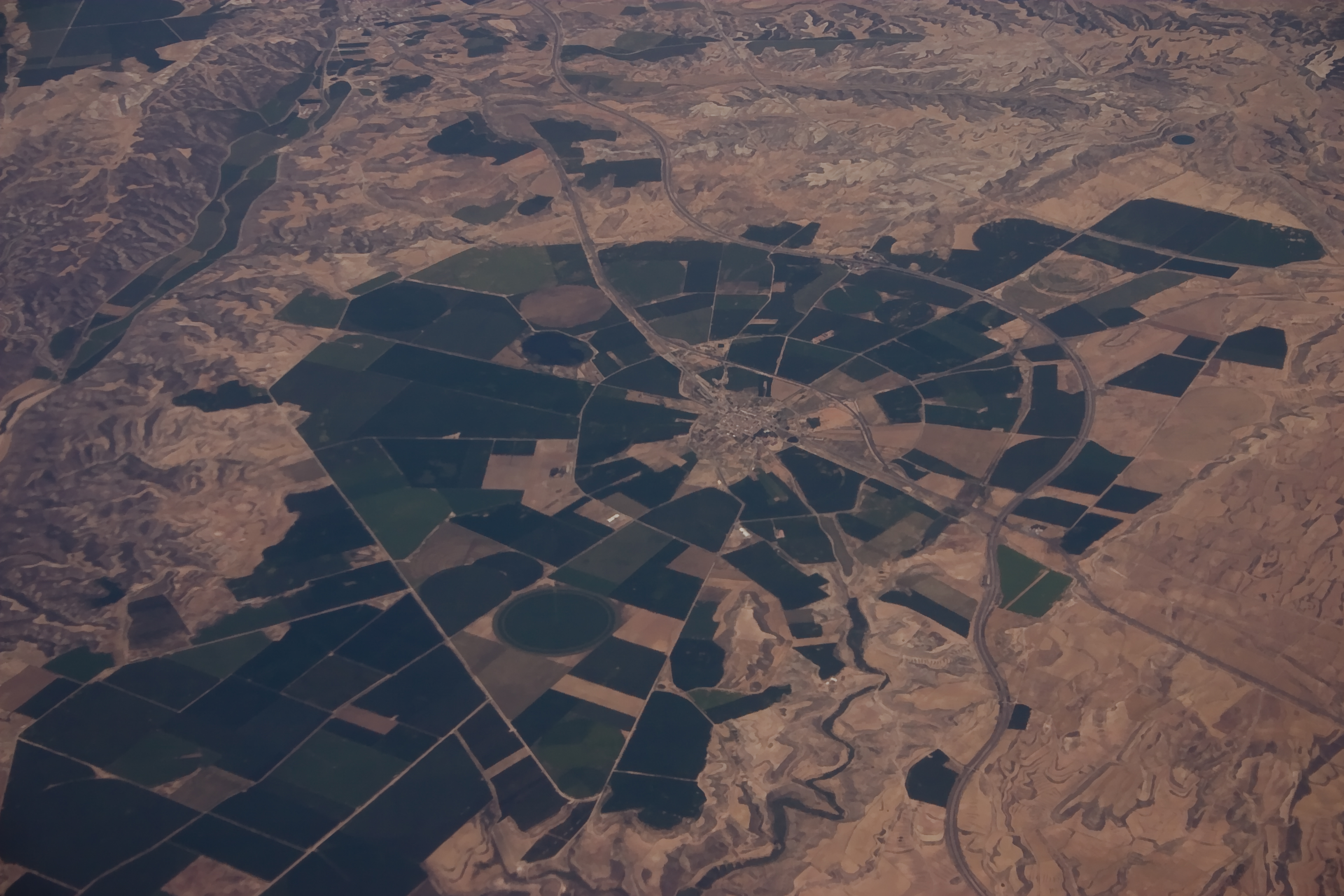
Aerial photograph of Candasnos